# Hermann Gorniak
Hermann Gorniak (* 11. Juli 1927) ist ein ehemaliger deutscher Fußballspieler. Der Defensivspieler hat für die TSG Ulm 1846 in der damals erstklassigen Fußball-Oberliga Süd von 1952 bis 1960 insgesamt 55 Ligaspiele absolviert.

## Sportlicher Werdegang
Der aus dem Ruhrgebiet stammende Gorniak spielte in der Jugend für den Walsumer Verein Viktoria Walsum. Über die seinerzeitigen Drittligisten Union 02 Hamborn und Sterkrade 06/07 kam er 1949 als Vertragsspieler zur TSG Ulm 1846, die gerade in die Zweitklassigkeit abgestiegen war. Bis 1961 lief er für die „Spatzen“ auf, die zwischen Oberliga Süd und 2. Oberliga Süd pendelten. Dabei bestritt er 55 Erstligaspiele und feierte 1952 sowie 1958 jeweils den Erstligaaufstieg, bei seinem Karriereende wurde er für insgesamt 530 im schwarz-weißen Jersey der Münsterstädter ausgetragene Spiele mit der „goldenen Nadel“ des Vereins ausgezeichnet.
Nachdem Gorniak seine Fußballschuhe an den Nagel gehängt hatte, war er in der Jugendarbeit des Ulmer Vereins tätig.  Später kehrte er in seine Heimat zurück, ab 1969 war er bei Viktoria Walsum zunächst ebenfalls als Jugendtrainer und Mitte der 1970er Jahre nach dem Abstieg aus der Bezirksklasse als Cheftrainer der Wettkampfmannschaft tätig. Beim später in Viktoria Wehofen umbenannten Klub lief er später noch für die Alte Herren auf, 1987 wurde er hierbei ausgezeichnet und 1990 anlässlich des 70-jährigen Vereinsjubiläums mit einer Ehrenurkunde bedacht.